# Hilvan (district)
Hilvan is een Turks district in de provincie Şanlıurfa en telt 4.069 inwoners (2007). Het district heeft een oppervlakte van 1295,5 km².
De bevolkingsontwikkeling van het district is weergegeven in onderstaande tabel.
| 1997   | 2000   | 2007   |
| ------ | ------ | ------ |
| 33.974 | 38.411 | 40.690 |